# The Three Degrees

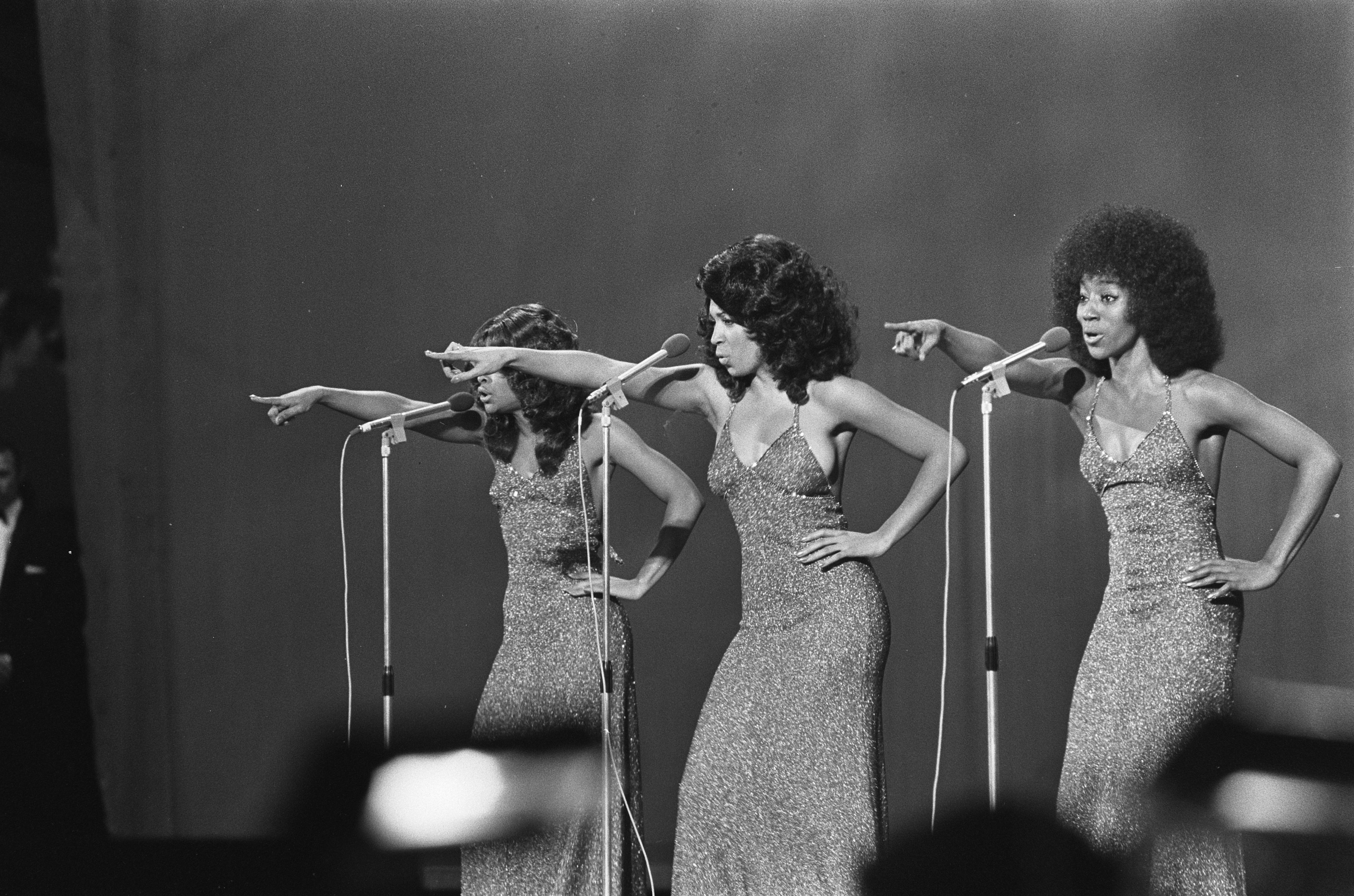
The Three Degrees (1974)

The Three Degrees sind ein weibliches Soultrio. In den 1970er Jahren prägten sie den Phillysound und hatten ihren größten Erfolg mit der Single When Will I See You Again.

## Werdegang
Zu den Gründungsmitgliedern gehörten Linda Turner, Shirley Porter und Fayette Pinkney. Sie wurden 1963 in Philadelphia von dem Produzenten Richard Barrett entdeckt, der ihre erste Single Gee Baby (I’m Sorry) schrieb. 1963 verließen Linda Turner und Shirley Porter die Gruppe und wurden durch Janet Jones und Helen Scott ersetzt. 1966 schied Helen Scott aus; für sie rückte Sheila Ferguson nach. 1967 verließ Janet Jones die Gruppe und wurde ersetzt durch Valerie Holiday. 1970 hatten sie ihren ersten US-Hit mit Maybe. Der nachfolgende Song I Do Take You erreichte Platz 7 der R&B-Charts.
Die Gruppe war als Konkurrenzformation zu den Supremes des US-Musiklabels Motown Records aus Detroit, Michigan gedacht. Im Jahr 1971 hatte sie einen Gastauftritt in dem Kinofilm The French Connection mit Gene Hackman. Im selben Jahr trat sie im Beiprogramm der Tournee von Engelbert Humperdinck auf.
Ihre große Karriere begann 1973, als sie einen Vertrag mit dem Philadelphia-International-Records-Label (PIR) unter Kenny Gamble und Leon Huff abschlossen. Erste Hitsingle war Dirty Ol’ Man. Gemeinsam mit dem Orchester MFSB nahmen sie als Backgroundsängerinnen den Hit TSOP (The Sound of Philadelphia) auf, der sich 1974 zwei Wochen auf Platz 1 der R&B-Charts hielt. Gleichzeitig platzierte sich das Lied Year of Decision in den Charts. Im Sommer 1974 erschien die Single When Will I See You Again, die mit Platin ausgezeichnet wurde. 1976 verließ Fayette Pinkney die Gruppe und Helen Scott kehrte zurück.
Von 1978 an schafften es die Three Degrees mit dem von Giorgio Moroder geschriebenen und produzierten Giving Up, Giving In noch einmal in die R&B-Charts der USA und die Top 20 der UK-Charts. In Großbritannien gelang danach mit Titeln wie Woman In Love auch wieder der Sprung in die Top 10.
In Deutschland dagegen spielte das Trio seit Abkehr vom klassischen Phillysound und mehreren Umbesetzungen nach 1975 – mit Ausnahme einer Zusammenarbeit mit Thomas Anders in den 90er Jahren – keine große Rolle mehr und gelangte weder in Hitparaden noch in große Fernsehshows.
Prinz Charles, bekennender Fan der Three Degrees, lud sie 1978 für einen Auftritt anlässlich seines 30. Geburtstags in den Buckingham Palace ein.
Anfang der 1980er Jahre veröffentlichte die Gruppe weitere Alben, bis 1986 Sheila Ferguson ausschied und Victoria Wallace nachrückte. In den 1990er Jahren nahmen Helen Scott und Valerie Holiday gemeinsam mit Cynthia Garrison noch weitere Alben auf. Im Januar 2011 wurde Cynthia Garrison - die wegen eines Piriformis-Syndroms nicht mehr mit der Gruppe touren konnte - durch Freddi Poole ersetzt. In dieser Besetzung treten The Three Degrees noch heute (2024) auf.

## Diskografie

### Alben
| Jahr | Titel                                           | Höchstplatzierung, Gesamtwochen, AuszeichnungChartplatzierungen (Jahr, Titel, Platzierungen, Wochen, Auszeichnungen, Anmerkungen) | Höchstplatzierung, Gesamtwochen, AuszeichnungChartplatzierungen (Jahr, Titel, Platzierungen, Wochen, Auszeichnungen, Anmerkungen) | Höchstplatzierung, Gesamtwochen, AuszeichnungChartplatzierungen (Jahr, Titel, Platzierungen, Wochen, Auszeichnungen, Anmerkungen) | Höchstplatzierung, Gesamtwochen, AuszeichnungChartplatzierungen (Jahr, Titel, Platzierungen, Wochen, Auszeichnungen, Anmerkungen) | Höchstplatzierung, Gesamtwochen, AuszeichnungChartplatzierungen (Jahr, Titel, Platzierungen, Wochen, Auszeichnungen, Anmerkungen) | Höchstplatzierung, Gesamtwochen, AuszeichnungChartplatzierungen (Jahr, Titel, Platzierungen, Wochen, Auszeichnungen, Anmerkungen) | Anmerkungen                       |
| Jahr | Titel                                           | DE | AT | CH | UK | US | R&B | Anmerkungen                       |
| ---- | ----------------------------------------------- | --- | --- | --- | --- | --- | --- | --------------------------------- |
| 1970 | Maybe                                           | — | — | — | — | US139 (7 Wo.)US | R&B18 (13 Wo.)R&B |                                   |
| 1974 | The Three Degrees                               | DE31 (20 Wo.)DE | — | — | UK11 Gold · (22 Wo.)UK | US28 (15 Wo.)US | R&B33 (7 Wo.)R&B |                                   |
| 1975 | So Much in Love                                 | — | — | — | — | — | R&B56 (3 Wo.)R&B |                                   |
| 1975 | International / Take Good Care of Yourself (UK) | — | — | — | UK6 Gold · (16 Wo.)UK | US99 (8 Wo.)US | R&B31 (4 Wo.)R&B |                                   |
| 1976 | The Three Degrees Live                          | — | — | — | — | US199 (1 Wo.)US | R&B34 (5 Wo.)R&B | aufgenommen im Bailey’s in London |
| 1979 | New Dimensions                                  | — | — | — | UK34 Silber · (13 Wo.)UK | US169 (8 Wo.)US | — |                                   |
| 1979 | Three D                                         | — | — | — | UK61 (7 Wo.)UK | — | — |                                   |
| 1989 | … And Holding                                   | — | — | — | — | — | R&B76 (4 Wo.)R&B |                                   |

grau schraffiert: keine Chartdaten aus diesem Jahr verfügbar
Weitere Alben
- 1975: Live in Japan (nur Japan)
- 1976: A Toast of Love (nur Japan)
- 1977: Standing Up for Love
- 1981: Album of Love
- 1985: Live in the U. K.
- 1993: Out of the Past, into the Future
- 1998: Christmas with the Three Degrees

### Kompilationen
| Jahr | Titel Musiklabel                       | Höchstplatzierung, Gesamtwochen, AuszeichnungChartplatzierungen (Jahr, Titel, Musiklabel, Platzierungen, Wochen, Auszeichnungen, Anmerkungen) | Höchstplatzierung, Gesamtwochen, AuszeichnungChartplatzierungen (Jahr, Titel, Musiklabel, Platzierungen, Wochen, Auszeichnungen, Anmerkungen) | Höchstplatzierung, Gesamtwochen, AuszeichnungChartplatzierungen (Jahr, Titel, Musiklabel, Platzierungen, Wochen, Auszeichnungen, Anmerkungen) | Höchstplatzierung, Gesamtwochen, AuszeichnungChartplatzierungen (Jahr, Titel, Musiklabel, Platzierungen, Wochen, Auszeichnungen, Anmerkungen) | Höchstplatzierung, Gesamtwochen, AuszeichnungChartplatzierungen (Jahr, Titel, Musiklabel, Platzierungen, Wochen, Auszeichnungen, Anmerkungen) | Höchstplatzierung, Gesamtwochen, AuszeichnungChartplatzierungen (Jahr, Titel, Musiklabel, Platzierungen, Wochen, Auszeichnungen, Anmerkungen) | Anmerkungen |
| Jahr | Titel Musiklabel                       | DE | AT | CH | UK | US | R&B | Anmerkungen |
| ---- | -------------------------------------- | --- | --- | --- | --- | --- | --- | ----------- |
| 1979 | A Collection of Their 20 Greatest Hits | — | — | — | UK8 Gold · (18 Wo.)UK | — | — |             |
| 1980 | Gold Ariola                            | — | — | — | UK9 Gold · (15 Wo.)UK | — | — |             |
| 2020 | Gold Crimson                           | — | — | — | UK80 (1 Wo.)UK | — | — | 3-fach-CD   |

grau schraffiert: keine Chartdaten aus diesem Jahr verfügbar
Weitere Kompilationen
| - 1974: The Three Degrees & MFSB Show (mit MFSB) - 1975: The Best of the Trammps Featuring: MFSB & The Three Degrees (The Trammps feat. MFSB & The Three Degrees) - 1976: The Three Degrees - 1978: The Three Degrees - 1979: The Beginnin’ - 1979: Golden Hour of the Three Degrees - 1981: Hits! Hits! Hits! - 1981: The Three Degrees - 1982: Their Greatest Hits - 1990: The Best Of … - 1992: Woman in Love - 1992: The Complete Swan Recordings (1965 und 1966, inkl. 2 unveröffentlichte Lieder) | - 1993: The Very Best of the Three Degrees - 1993: Let’s Get It On - 1995: The Three Degrees and Friends (mit diversen Künstlern) - 1995: The Roulette Years - 1996: The Best Of - 1996: The Best of the Three Degrees: When Will I See You Again - 1997: Gee Baby I’m Sorry – The Best of the Swan Years - 1997: The Best Of - 1998: The Greatest Hit Remixes - 1999: All the Hits Plus More - 2000: Very Best Of - 2000: The Best of the 3 Degrees - 2009: The Best of the Three Degrees |

### Singles
| Jahr | Titel Album                                                     | Höchstplatzierung, Gesamtwochen, AuszeichnungChartplatzierungen (Jahr, Titel, Album, Platzierungen, Wochen, Auszeichnungen, Anmerkungen) | Höchstplatzierung, Gesamtwochen, AuszeichnungChartplatzierungen (Jahr, Titel, Album, Platzierungen, Wochen, Auszeichnungen, Anmerkungen) | Höchstplatzierung, Gesamtwochen, AuszeichnungChartplatzierungen (Jahr, Titel, Album, Platzierungen, Wochen, Auszeichnungen, Anmerkungen) | Höchstplatzierung, Gesamtwochen, AuszeichnungChartplatzierungen (Jahr, Titel, Album, Platzierungen, Wochen, Auszeichnungen, Anmerkungen) | Höchstplatzierung, Gesamtwochen, AuszeichnungChartplatzierungen (Jahr, Titel, Album, Platzierungen, Wochen, Auszeichnungen, Anmerkungen) | Höchstplatzierung, Gesamtwochen, AuszeichnungChartplatzierungen (Jahr, Titel, Album, Platzierungen, Wochen, Auszeichnungen, Anmerkungen) | Höchstplatzierung, Gesamtwochen, AuszeichnungChartplatzierungen (Jahr, Titel, Album, Platzierungen, Wochen, Auszeichnungen, Anmerkungen) | Anmerkungen                           |
| Jahr | Titel Album                                                     | DE | AT | CH | UK | US | R&B | Dance | Anmerkungen                           |
| ---- | --------------------------------------------------------------- | --- | --- | --- | --- | --- | --- | --- | ------------------------------------- |
| 1965 | Gee Baby (I’m Sorry) Standing Up for Love                       | — | — | — | — | US80 (5 Wo.)US | — | — |                                       |
| 1966 | Look in My Eyes Gee Baby I’m Sorry – The Best of the Swan Years | — | — | — | — | US97 (1 Wo.)US | — | — |                                       |
| 1970 | Maybe                                                           | — | — | — | — | US29 (12 Wo.)US | R&B4 (13 Wo.)R&B | — |                                       |
| 1970 | I Do Take You So Much Love                                      | — | — | — | — | US48 (9 Wo.)US | R&B7 (11 Wo.)R&B | — |                                       |
| 1971 | You’re the One Maybe                                            | — | — | — | — | US77 (6 Wo.)US | R&B19 (7 Wo.)R&B | — |                                       |
| 1971 | There’s so Much Love All Around Me So Much Love                 | — | — | — | — | US98 (2 Wo.)US | R&B33 (5 Wo.)R&B | — |                                       |
| 1972 | Trade Winds So Much Love                                        | — | — | — | — | — | R&B46 (2 Wo.)R&B | — |                                       |
| 1973 | Dirty Ol’ Man The Three Degrees                                 | DE34 (9 Wo.)DE | — | — | — | — | R&B58 (9 Wo.)R&B | — | Charteintritt in DE erst im März 1974 |
| 1974 | TSOP (The Sound of Philadelphia) Love Is the Message            | DE5 (29 Wo.)DE | AT17 (4 Wo.)AT | CH3 (14 Wo.)CH | UK22 (9 Wo.)UK | US1 Gold · (18 Wo.)US | R&B1 (17 Wo.)R&B | — | MFSB feat. The Three Degrees          |
| 1974 | Year of Decision The Three Degrees                              | DE27 (3 Wo.)DE | — | — | UK13 (10 Wo.)UK | — | R&B74 (6 Wo.)R&B | — |                                       |
| 1974 | Love Is the Message                                             | — | — | — | — | US85 (4 Wo.)US | R&B42 (7 Wo.)R&B | — | MFSB feat. the Three Degrees          |
| 1974 | When Will I See You Again The Three Degrees                     | DE27 (9 Wo.)DE | — | — | UK1 Gold · (16 Wo.)UK | US2 Platin · (18 Wo.)US | R&B4 (20 Wo.)R&B | — |                                       |
| 1974 | Get Your Love Back International                                | DE26 (2 Wo.)DE | — | — | UK24 (4 Wo.)UK | — | — | — |                                       |
| 1975 | I Didn’t Know The Three Degrees                                 | — | — | — | — | — | R&B18 (12 Wo.)R&B | — |                                       |
| 1975 | Take Good Care of Yourself International                        | — | — | — | UK9 Silber · (9 Wo.)UK | — | R&B64 (7 Wo.)R&B | — |                                       |
| 1975 | Long Lost Lover International                                   | — | — | — | UK40 (4 Wo.)UK | — | — | — |                                       |
| 1976 | Toast of Love Gold                                              | — | — | — | UK36 (4 Wo.)UK | — | — | — |                                       |
| 1978 | Giving Up, Giving In New Dimensions                             | — | — | — | UK12 (10 Wo.)UK | — | R&B39 (12 Wo.)R&B | Dance12 (13 Wo.)Dance |                                       |
| 1979 | Woman in Love New Dimensions                                    | — | — | — | UK3 Gold · (11 Wo.)UK | — | R&B27 (10 Wo.)R&B | — |                                       |
| 1979 | The Runner New Dimensions                                       | — | — | — | UK10 Silber · (10 Wo.)UK | — | — | Dance56 (11 Wo.)Dance |                                       |
| 1979 | Golden Lady The Golden Lady (Soundtrack)                        | — | — | — | UK56 (3 Wo.)UK | — | — | — |                                       |
| 1979 | Jump the Gun Three D                                            | — | — | — | UK48 (5 Wo.)UK | — | — | Dance30 (18 Wo.)Dance |                                       |
| 1979 | My Simple Heart Three D                                         | — | — | — | UK9 Silber · (11 Wo.)UK | — | — | — |                                       |
| 1980 | Set Me Free Three D                                             | — | — | — | — | — | — | Dance12 (27 Wo.)Dance |                                       |
| 1984 | Liar –                                                          | — | — | — | UK97 (1 Wo.)UK | — | — | — |                                       |
| 1985 | The Heaven I Need The Best Of …                                 | — | — | — | UK42 (5 Wo.)UK | — | — | — |                                       |
| 1993 | When Will I See You Again                                       | DE37 (11 Wo.)DE | — | — | — | — | — | — | Thomas Anders feat. the Three Degrees |
| 1998 | Last Christmas ’98 –                                            | — | — | — | UK54 (2 Wo.)UK | — | — | — | Alien Voices feat. Three Degrees      |

grau schraffiert: keine Chartdaten aus diesem Jahr verfügbar
Weitere Singles
| - 1965: I’m Gonna Need You - 1965: Close Your Eyes - 1966: Tales Are True - 1966: Love of My Life - 1966: Are You Satis-fied - 1968: Contact - 1969: Down in the Boondocks - 1969: The Feeling of Love - 1969: What I See - 1970: Melting Pot - 1971: Ebb Tide - 1972: Trade Winds - 1972: I Wanna Be Your Baby - 1972: I Won’t Let You Go - 1975: Sugar un Sunday | - 1975: I Didn’t Know (Promo) - 1975: Diamonds (Promo) - 1976: Free Ride - 1976: What I Did for Love - 1977: Standing Up for Love - 1977: We’re All Alone - 1979: Magic in the Air - 1979: Without You - 1980: Starlight - 1986: This Is the House - 1989: Lock It Up (Chained to My Radio Mix) - 1989: A Tender Lie - 1989: Make It Easy on Yourself (Promo) - 1994: Hurry, Hurry |

## Auszeichnungen für Musikverkäufe
Anmerkung: Auszeichnungen in Ländern aus den Charttabellen bzw. Chartboxen sind in ebendiesen zu finden.
| Land/RegionAuszeichnungen für Musikverkäufe (Land/Region, Auszeichnungen, Verkäufe, Quellen) | Silber     | Gold     | Platin  | Verkäufe  | Quellen   |
| -------------------------------------------------------------------------------------------- | ---------- | -------- | ------- | --------- | --------- |
| Vereinigte Staaten (RIAA)                                                                    | —          | Gold1    | Platin1 | 2.000.000 | riaa.com  |
| Vereinigtes Königreich (BPI)                                                                 | 4× Silber4 | 6× Gold6 | —       | 2.210.000 | bpi.co.uk |
| Insgesamt                                                                                    | 4× Silber4 | 7× Gold7 | Platin1 |           |           |

## Künstlerauszeichnungen
RSH-Gold
- 1994: in der Kategorie „Comeback des Jahres“[6]